# LP!
LP! è il quarto album del rapper statunitense JPEGMafia, prodotto e scritto interamente da quest'ultimo. L'album è stato accolto da un singolo di nome TRUST! il 31 agosto 2021; JPEGMafia inoltre aveva anticipato questo album con due EP di nome EP! ed EP!2 rispettivamente nel 2020 e nel 2021.